# 釜石艦砲射撃
釜石艦砲射撃（かまいしかんぽうしゃげき）は、太平洋戦争（大東亜戦争）末期に、アメリカとイギリス両海軍の連合国軍艦隊が岩手県の釜石に対して行った2度の艦砲射撃のことである。

## 1945年7月14日の砲撃
一度目は1945年（昭和20年）7月14日にアメリカ海軍の戦艦部隊によって行われた。北海道空襲など一連の日本本土攻撃を開始したアメリカ海軍の機動部隊は、第38任務部隊から分派した第34.8.1任務隊（指揮官：ジョン・F・シャフロス（John F. Shafroth）少将、戦艦「サウスダコタ」、「インディアナ」、「マサチューセッツ」、重巡洋艦「シカゴ」、「クインシー」、駆逐艦9隻）により釜石を砲撃した。
主要な攻撃目標は、日本製鐵釜石製鉄所だった。この砲撃で、日本側の一般市民431人が死亡した。なお、釜石湾では日本海軍「第二百二十一号海防艦」と「第四十八号駆潜艇」が応戦したが、「第四十八号駆潜艇」は米軍艦上機の攻撃を受けて湾内の千鳥島付近で沈没した。

## 1945年8月9日の砲撃
二度目は同年の8月9日にイギリス海軍とアメリカ海軍の合同部隊が行った。参加したのは前回と同じアメリカ海軍の第34.8.1任務隊の他、イギリス海軍の第37.1.8任務隊（軽巡洋艦2隻、駆逐艦3隻）であった。この砲撃により、日本側の一般市民283人が犠牲となった。
当時、現場に居合わせた者の証言によると最初山側から順に海側に射撃していた。結果としては、平地にあぶり出された人たちを待っていたのは敵機による機銃掃射であった。証言者は、逆に山側に逃げたため一命を取り留めたという。また、宮城県気仙沼町（当時）に在住していた者の証言として「当日はズドーン、ズドーンという音が聞こえ、後で「釜石への砲撃があった」ということを知った」という。
釜石湾を望む薬師山山頂には、八八式七糎野戦高射砲を装備した独立高射砲第34中隊が布陣していたが同隊陣地も砲撃を受けてほとんど応戦できず、翌10日にもアメリカ艦載機の攻撃を受けた。

## その他
- 釜石市内には仙台俘虜収容所釜石分所があり、2回の艦砲射撃により32人の収容者が死亡した[4]。
- 1947年（昭和22年）、釜石製鐵所に昭和天皇の戦後巡幸が行われた際には、天皇から艦砲射撃の被災者にお言葉がかけられた[5]。